# Ullansaari (ö i Södra Savolax, S:t Michel)
Ullansaari är en ö i Finland. Den ligger i sjön Matala-Pölläkkä och i kommunen Kangasniemi i den ekonomiska regionen  S:t Michel och landskapet Södra Savolax, i den södra delen av landet, 240 km norr om huvudstaden Helsingfors. Öns area är 0,4 hektar och dess största längd är 100 meter i nord-sydlig riktning.